# Fabrice Lokembo-Lokaso
Fabrice Lokembo-Lokaso (Kinshasa, 31 oktober 1982) is een Belgische-Congolese voormalige voetballer die als verdediger speelde.

## Biografie
Lokembo-Lokaso debuteerde in eerste klasse bij Sporting Charleroi, waar hij in 2002 in de A-kern kwam. Hij speelde er 3 seizoenen, alvorens naar het Israëlische Maccabi Petach Tikwa te trekken. Na 3 Cypriotische avonturen keerde hij in 2009 terug naar België, namelijk naar fusieclub Football Couillet-La Louvière.
In 2012 zat hij drie maanden in de cel vanwege drugshandel. In juli 2016 werd hij door de rechtbank in Duinkerke tot 10 maanden celstraf en een verbod om in Frankrijk te komen voor een periode van drie jaar veroordeeld wegens mensensmokkel. Lokembo-Lokaso was door de Franse politie betrapt bij de veerboot in Duinkerke met tien immigranten in een verhuiswagen die hij voor 1000 euro per persoon had opgepikt bij de Jungle van Calais en was op weg naar Dover.